# John Aaron
John W. Aaron (1943) é um ex-engenheiro da NASA e foi controlador de voo durante o programa Apollo. Ele é amplamente creditado por salvar a missão Apollo 12 quando foi atingida por um raio logo após o lançamento, e também desempenhou um papel importante durante a crise da Apollo 13.

## Carreira na NASA

### Gemini
Quando chegou à NASA, Aaron foi treinado como EECOM, um controlador de voo com responsabilidade específica pelos sistemas elétricos, ambientais e de comunicação a bordo da espaçonave. Em 19 de janeiro de 1965, quando o Gemini 2 não tripulado foi lançado, ele já estava trabalhando no Controle da Missão como Chief EECOM Officer.

### Apollo
Aaron direcionou seu trabalho como Chief EECOM Officer do Command & Service Module para o programa Apollo em 1967, onde continuou até 1969. Em 1969, ele passou a atuar como Chefe de Seção, Seção de Sistemas Elétricos, Elétricos e de Instrumentação, cargo que ocupou por 4 anos.

#### Apollo 12
Quando a Apollo 12 foi lançada em 14 de novembro de 1969, Aaron estava de plantão. Trinta e seis segundos após a decolagem, a espaçonave foi atingida por um raio, causando uma oscilação de energia. Os instrumentos começaram a funcionar mal e os dados de telemetria ficaram distorcidos. O diretor de voo, Gerry Griffin, esperava que ele tivesse que abortar a missão. No entanto, Aaron percebeu que já havia visto esse padrão estranho de telemetria.
Um ano antes do voo, Aaron estava observando um teste no Centro Espacial Kennedy quando notou algumas leituras de telemetria incomuns. Por iniciativa própria, ele rastreou essa anomalia até o obscuro sistema de Equipamentos de Condicionamento de Sinais (SCE) e se tornou um dos poucos controladores de voo familiarizados com o sistema e suas operações. Para o caso que primeiro chamou sua atenção para o sistema, as leituras normais poderiam ser restauradas colocando o SCE em sua configuração auxiliar, o que significava que ele funcionaria mesmo em condições de baixa tensão.
Aaron supôs que essa configuração também retornaria a telemetria da Apollo 12 ao normal. Quando ele fez a recomendação ao Diretor de Voo, "Voe, tente SCE para Aux", a maioria de seus colegas de controle de missão não tinha ideia do que ele estava falando. Tanto o diretor de voo quanto o CAPCOM Gerald P. Carr pediram que ele repetisse a recomendação. Aaron repetiu e Carr respondeu: "Que diabos é isso?" No entanto, ele transmitiu a ordem à tripulação: "Apollo 12, Houston. Tente SCE para auxiliar." Dick Gordon, um especialista em solo no CSM, bem como o piloto do módulo de comando da Apollo 12, estava familiarizado com a localização e a função do interruptor SCE e instruiu Alan Bean a colocá-lo em auxiliar. A telemetria foi imediatamente restaurada, permitindo que a missão continuasse. Isso rendeu a Aaron o respeito duradouro de seus colegas, que declararam que ele era um "homem de mísseis de olhos de aço".

#### Apollo 13
Aaron estava de folga quando ocorreu a explosão da Apollo 13, mas foi rapidamente chamado ao Controle da Missão para ajudar no esforço de resgate e recuperação. O Diretor de Voo Gene Kranz colocou Aaron no comando do orçamento da fonte de alimentação. Ele foi autorizado a vetar as ideias de outros engenheiros, particularmente quando afetavam o uso de energia dos módulos. Ele estava encarregado de racionar a energia da espaçonave durante o voo de retorno e concebeu uma sequência de ativação inovadora que permitiu que o Módulo de Comando entrasse novamente com segurança enquanto operava com energia limitada da bateria.
Ao contrário dos procedimentos existentes, ele ordenou que o sistema de instrumentação, que incluía telemetria, visibilidade e os transmissores para comunicações, fosse ligado por último, pouco antes da reentrada, e não primeiro. A ligação era um risco calculado. Sem o sistema de instrumentação, a tripulação e os controladores não saberiam com certeza se a partida a frio havia sido bem-sucedida até o último momento possível antes da reentrada. No entanto, sem a mudança, a cápsula teria esgotado seu suprimento de bateria antes do mergulho. O procedimento foi um sucesso, e a tripulação foi recuperada com segurança.

### Carreira posterior
Após o término do programa Apollo Lunar Surface, Aaron permaneceu na NASA na Divisão de Software de Naves Espaciais subindo nas fileiras de assistente técnico do chefe em 1973 para chefe assistente em 1979 antes de assumir o papel de chefe 1981-1984.
A partir de 1984, ele trabalhou no projeto Space Station Freedom tornando-se gerente do escritório de projetos da estação espacial do Johnson Space Center durante 1989. Quatro anos depois, no entanto, ele foi forçado a renunciar ao cargo depois que o senador do Texas Robert Krueger o culpou por US $ 500 milhões de gastos excessivos no projeto da estação.
Aaron tornou-se gerente da Diretoria de Engenharia do Johnson Space Center em 1993 e permaneceu na diretoria até sua aposentadoria da NASA em 2000.

## No filme
Aaron foi interpretado pelo ator Loren Dean no filme Apollo 13 de 1995. Aaron também foi interpretado por John Travis na minissérie de 1998 From the Earth to the Moon . Ele foi entrevistado no documentário da PBS Apollo 13: To the Edge and Back, e em dois documentários do History Channel sobre Mission Control, Failure Is Not an Option e Beyond the Moon: Failure Is Not an Option 2.
O filme de ficção científica de 2015, The Martian, contém uma referência ao título de "homem do míssil de olhos de aço" concedido a Aaron, assim como o episódio da segunda temporada de Legends of Tomorrow "Moonshot".
Em 2017, Aaron apareceu no documentário de David Fairhead, Mission Control: The Unsung Heroes of Apollo.